# Joseph Norris
Joseph Norris (* 1650 wahrscheinlich in Abingdon; † nach 1700) war ein englischer Uhrmacher aus London, der von 1677 bis 1693 in Amsterdam arbeitete. Seine in dieser Zeit gefertigten Bodenstanduhren gelten als die frühesten der Niederlande.

## Leben und Uhrmacherische Leistung
Bereits seit etwa 1660 waren hochwertige Bodenstanduhren in England bekannt, nachdem John Fromanteel das Huygens'sche Prinzip der Pendeluhr bei Salomon Coster in Den Haag studiert und nach London gebracht hatte. Die Konkurrenz in London war zu dieser Zeit groß, eine Reihe bekannter und fähiger Uhrmacher fertigte Standuhren, so beispielsweise Thomas Tompion, die Familie Fromanteel oder Joseph Knibb und Edward East.
Norris, ein ehemaliger Schüler von Ahasversus Fromanteel in London, ließ sich im Jahr 1677 in Amsterdam nieder, wo er am 22. August 1677 die zwei Jahre jüngere Alicea Arnold heiratete. Er fertigte in seiner Werkstatt Bodenstanduhren, Haagse Klokken, sowie Wanduhren und Taschenuhren. Norris brachte das Wissen um die Herstellung hochwertiger Bodenstanduhren mit nach Amsterdam, wo zu dieser Zeit diese Art von Uhren offenbar immer noch unbekannt war. Von 1677 bis 1681 war Norris der einzige bedeutende Uhrmacher, der in Amsterdam arbeitete. Es gilt als sicher, dass Norris die Bodenstanduhr nach englischem Vorbild in Amsterdam eingeführt und bekannt gemacht hat. In der Folgezeit entwickelte sich daraus der Uhrentyp der Nederlandse Staande Klok, der Niederländischen Bodenstanduhr.
Anhand der heute noch verbliebenen frühen Amsterdamer Bodenstanduhren vor 1700 lässt sich nachvollziehen, dass zunächst Norris nach Amsterdam kam. Danach folgten einige andere, bekannte Uhrmacher. Die Familie Fromanteel unterhielt ab 1681 ein Atelier auf dem Vigendam in Amsterdam. 1686 folgte Joseph Story und ab 1689 nahm Steven Huygen seine Arbeit als Uhrmacher auf. Der Engländer Edward Brookes kam schließlich 1696 mit seinem Bruder Otto nach Amsterdam. Die frühen Uhren von Ahasversus II. Fromanteel und seinem Bruder John unterscheiden sich stilistisch deutlich von allen Uhren, die vor 1685 gemacht wurden. Diese werden Norris zugeschrieben.

## Erhaltene Uhren
Es sind fünf von Joseph Norris signierte Uhren aus dem Zeitraum 1680 bis 1695 in privaten Sammlungen und Museen erhalten geblieben. Die Werke haben Ankergang, Schlossscheibenschlagwerk auf zwei Schellen, Viertelstundenschlag und Datumsanzeige. Die Laufdauer beträgt jeweils eine Woche. Die Uhrengehäuse sind aus Eichenholz gefertigt und in Nußbaum oder Palisander furniert.